# Terceira Metade
Terceira Metade é um  reality show brasileiro sobre relacionamentos, produzido pelo Globoplay em parceria com a Boxfish lançado no dia 18 de julho de 2025 no streaming.
O programa, apresentado por Deborah Secco, propõe uma abordagem inovadora ao explorar a formação e estruturação de trisais. A sexóloga e escritora Regina Navarro Lins também participa da atração, auxiliando os participantes na construção de conexões afetivas fora do modelo tradicional de casal.

## Formato
O programa desafia a ideia tradicional de relacionamentos e propõe uma nova forma de viver o amor: o trisal. A cada temporada, quatro casais comprometidos e dispostos a ampliar sua relação são confinados em uma experiência intensa e transformadora. Junto deles, pessoas solteiras e interessadas em se envolver com um casal completam a dinâmica. A jornada acontece em três fases principais:
- Mansão do Encontro: Os participantes desembarcam em uma mansão paradisíaca na Bahia, onde começam as primeiras conexões e afinidades entre casais e possíveis terceiras pessoas. É o início da descoberta e da convivência.
- Condomínio do Amor: Os trios formados passam a morar juntos, dividindo o mesmo espaço e rotina. Essa etapa testa a compatibilidade, a comunicação e o equilíbrio emocional do trisal, enquanto enfrentam dinâmicas e situações que exigem transparência e maturidade.
- Decisão Final: Na fase decisiva, cada trio precisa escolher o futuro da relação: continuar a três, retornar à vida a dois ou seguir caminhos separados. A escolha revela o que cada participante aprendeu sobre seus desejos, limites e sobre novas formas de amar.[5]

Com a condução de Deborah Secco e a orientação da psicóloga e escritora Regina Navarro Lins, Terceira Metade promove debates sobre poliamor, não monogamia e novas possibilidades de conexão afetiva.

## Participantes
A temporada contou com 5 casais e 12 solteiros, totalizando 22 participantes. Abaixo a lista dos participantes da edição, com as ocupações listadas pelo site oficial do programa e com suas respectivas idades durante o início das gravações.
| Casal                   | Idade   | Resultado                          | Notas |
| ----------------------- | ------- | ---------------------------------- | --- |
| Dhara Gonçalves         | 26 anos | Juntos em 1 de agosto de 2025      | Após vivenciarem todas as etapas do experimento, o casal encontrou em Lori sua 'terceira metade' e seguiu a vida fora do reality. |
| Yago Soniga             | 28 anos | Juntos em 1 de agosto de 2025      | Após vivenciarem todas as etapas do experimento, o casal encontrou em Lori sua 'terceira metade' e seguiu a vida fora do reality. |
| Jéssica Vieira (Jhessi) | 32 anos | Juntos em 1 de agosto de 2025      | Após vivenciarem todas as etapas do experimento, o casal encontrou em Monique sua 'terceira metade' e seguiu a vida fora do reality. |
| Marlom Sucuma           | 33 anos | Juntos em 1 de agosto de 2025      | Após vivenciarem todas as etapas do experimento, o casal encontrou em Monique sua 'terceira metade' e seguiu a vida fora do reality. |
| Louise Veronica         | 28 anos | Juntos em 1 de agosto de 2025      | Após vivenciarem todas as etapas do experimento, o casal encontrou em Ingride sua 'terceira metade' e seguiu a vida fora do reality. |
| Rafael Canedo (Rafa)    | 37 anos | Juntos em 1 de agosto de 2025      | Após vivenciarem todas as etapas do experimento, o casal encontrou em Ingride sua 'terceira metade' e seguiu a vida fora do reality. |
| Ana Carolina Mello      | 28 anos | Desistentes em 25 de julho de 2025 | Apesar de terem desenvolvido boas relações com Igor, a conexão foi unilateral: apenas Mauro demonstrou interesse no poliamor proposto. Considerando o bem-estar de Ana, suas dúvidas sobre dar esse passo e a incerteza em continuar no experimento, o casal optou por encerrar sua participação ainda na primeira fase. |
| Mauro Poggi             | 33 anos | Desistentes em 25 de julho de 2025 | Apesar de terem desenvolvido boas relações com Igor, a conexão foi unilateral: apenas Mauro demonstrou interesse no poliamor proposto. Considerando o bem-estar de Ana, suas dúvidas sobre dar esse passo e a incerteza em continuar no experimento, o casal optou por encerrar sua participação ainda na primeira fase. |
| Beatriz Santos (Bia)    | 25 anos | Eliminadas em 25 de julho de 2025  | Por não conseguirem desenvolver conexões saudáveis e pela falta de compatibilidade em relação ao interesse no experimento, o casal teve sua participação encerrada ainda na primeira fase. |
| Liah Mattos             | 38 anos | Eliminadas em 25 de julho de 2025  | Por não conseguirem desenvolver conexões saudáveis e pela falta de compatibilidade em relação ao interesse no experimento, o casal teve sua participação encerrada ainda na primeira fase. |

| Solteiro            | Idade   | Resultado                         | Notas |
| ------------------- | ------- | --------------------------------- | --- |
| Ingride Mota        | 29 anos | Escolhida em 1 de agosto de 2025  | Ao final do experimento, escolheu o casal Rafa e Louise como sua terceira metade. A relação a três continuou após o término do reality show.   |
| Lori Clari          | 26 anos | Escolhida em 1 de agosto de 2025  | Ao final do experimento, escolheu o casal Dhara e Yago como sua terceira metade. A relação a três continuou após o término do reality show.    |
| Monique Reis        | 21 anos | Escolhida em 1 de agosto de 2025  | Ao final do experimento, escolheu o casal Jhessi e Marlom como sua terceira metade. A relação a três continuou após o término do reality show. |
| Artú Medeiros       | 31 anos | Eliminados em 25 de julho de 2025 | Por não desenvolverem conexões sólidas ao longo da temporada, acabaram deixando o experimento no sétimo episódio.                              |
| Camila Crimberg     | 28 anos | Eliminados em 25 de julho de 2025 | Por não desenvolverem conexões sólidas ao longo da temporada, acabaram deixando o experimento no sétimo episódio.                              |
| Cielle Santos       | 32 anos | Eliminados em 25 de julho de 2025 | Por não desenvolverem conexões sólidas ao longo da temporada, acabaram deixando o experimento no sétimo episódio.                              |
| Hélyo Felipe Borges | 25 anos | Eliminados em 25 de julho de 2025 | Por não desenvolverem conexões sólidas ao longo da temporada, acabaram deixando o experimento no sétimo episódio.                              |
| Igor José           | 31 anos | Eliminados em 25 de julho de 2025 | Por não desenvolverem conexões sólidas ao longo da temporada, acabaram deixando o experimento no sétimo episódio.                              |
| Ruan Jhulius        | 28 anos | Eliminados em 25 de julho de 2025 | Por não desenvolverem conexões sólidas ao longo da temporada, acabaram deixando o experimento no sétimo episódio.                              |
| Tiago               | 27 anos | Eliminados em 25 de julho de 2025 | Por não desenvolverem conexões sólidas ao longo da temporada, acabaram deixando o experimento no sétimo episódio.                              |
| Zyllus              | 31 anos | Eliminados em 25 de julho de 2025 | Por não desenvolverem conexões sólidas ao longo da temporada, acabaram deixando o experimento no sétimo episódio.                              |
| Guilherme Pan (Gui) | 33 anos | Desistente em 25 de julho de 2025 | Por não conseguir estabelecer conexões sólidas durante sua participação, Guilherme optou por deixar o experimento.                             |

### Reencontro
Em 8 de agosto de 2025, o elenco da temporada de voltou a se reunir num episódio especial, exibido exclusivamente no Globoplay. Sob o comando de Deborah Secco, o programa trouxe conversas francas, revelações inéditas e atualizações sobre os relacionamentos após o fim das gravações. O reencontro contou com todos os casais originais, as terceiras metades escolhidas e alguns dos solteiros eliminados, que revisitaram momentos marcantes e confrontaram questões mal resolvidas.
| Participantes                                         | Status Atual | Notas |
| ----------------------------------------------------- | ------------ | --- |
| Dhara Gonçalves, Yago Soniga e Lori Clari             | Separados    | Dhara e Yago continuam como casal; Lori mantém amizade próxima com ambos. |
| Jéssica Vieira (Jhessi), Marlom Sucuma e Monique Reis | Separados    | Relação a três chegou ao fim; Jhessi e Monique se apaixonaram e formam um casal mas Jhessi continua se relacionando com Marlom, e mantém um vínculo à distância com Monique, mas como trisal, os três não funcionam mais. |
| Louise Veronica, Rafael Canedo (Rafa) e Ingride Mota  | Separados    | Louise e Rafa continuam juntos como casal; Ingride segue solteira. |
| Ana Carolina Mello e Mauro Poggi                      | Separados    | Encerraram o relacionamento com mágoas e não mantêm amizade. |
| Beatriz Santos (Bia) e Liah Mattos                    | Separados    | Após a eliminação, começaram um relacionamento que durou cinco meses; hoje seguem apenas como colegas. |

## Recepção
O reality estreou seu primeiro bloco numa sexta-feira e, logo após a exibição, repercutiu de forma bastante positiva nas redes sociais. A produção foi bem aceita pelo público fã de realities, especialmente pelos elogios direcionados a Deborah Secco, cuja estreia como apresentadora foi vista como segura, envolvente e carismática. A edição ágil também recebeu destaque, com muitos comentários apontando o ritmo como um diferencial logo no início da atração.
Na imprensa, o programa também gerou comentários relevantes. O portal Terra publicou uma matéria com o título: "Reality da Globo com a ‘traída’ Deborah Secco normaliza a relação a três e gera crítica", ressaltando como o programa provocou curiosidade ao implodir o modelo conjugal tradicional. Embora o título sugerisse polêmica, a matéria manteve um tom neutro e equilibrado, trazendo uma crítica aberta e sensata. A reportagem reconheceu que a proposta ousada do reality não agradaria a todos, mas valorizou a maneira como o programa abordou novas formas de se relacionar, instigando o debate sobre os limites das relações afetivas e o papel da mídia nessas transformações. Além das reações iniciais, o colunista Ricky Hiraoka, do UOL, avaliou o reality como uma “versão 18+ de Casamento às Cegas”, destacando que a produção do Globoplay acerta ao tratar a não monogamia com naturalidade e carisma, principalmente pela condução segura e empática de Deborah Secco. No entanto, Hiraoka aponta uma crítica importante: o programa falha ao excluir participantes gays, o que representa uma perda significativa em termos de representatividade e diversidade dentro do universo LGBTQIA+. Apesar de elogiar a sensibilidade com que o reality equilibra debates emocionais e cenas mais provocantes, o colunista ressalta que essa exclusão compromete a proposta mais ampla de inclusão e diversidade.

## Exibição
O reality foi estruturado em 10 episódios, lançados em blocos semanais para manter o público mergulhado no enredo das novas formas de amar. A estreia aconteceu no dia 18 de julho, com os três primeiros episódios disponibilizados de uma vez só no Globoplay, dando o pontapé inicial para o debate sobre vínculos, liberdade e desejo.
Na segunda leva, lançada em 25 de julho, mais quatro episódios aprofundaram as tensões, alianças e descobertas emocionais entre os participantes. Os episódios finais chegam ao streaming em 1º de agosto, prometendo encerrar a temporada com reviravoltas e reflexões marcantes.